# Xiaomi Mi 4i
Xiaomi Mi 4i est un smartphone de la marque chinoise Xiaomi. Il a été présenté le 23 avril 2015 et sortira dès le 30 avril 2015. Équipé d'un écran 1920 × 1080 de 5 " (12,7 cm) avec laminage complet et d'un processeur haut de gamme de chez Qualcomm, c'est le premier smartphone fabriqué par Xiaomi qui a été pensé pour l'international, en particulier pour l'Inde et non pour la Chine.

## Méthode de fabrication
Lors de la conférence se déroulant à New Delhi, ce qui est une première pour la firme ayant toujours pour habitude d'organiser les conférences de presse à Beijing, Hugo Barra et Lei Jun ont tenu à expliquer la méthode de fabrication du Mi 4i, que ce soit en termes de design ou de performance.

### Design
Xiaomi propose sur ce Mi 4i un design « Unibody » haut de gamme ultra-compacte. Il est enveloppé dans une couverture mat douce au toucher, ayant une protection anti-empreintes digitales intégrée avec une impressionnante batterie de 3 120 mAh n'empêchant pas d'avoir une excellente finesse. Ce smartphone possède des boutons d'aciers inoxydables robustes et le couvercle arrière possède 114 trous pour la chambre sonore créées par un processus de forage CNC. Sous les trous des haut-parleurs se trouvent une subtile saillie d'1 mm qui offre de meilleures émissions sonores et protège le couvercle arrière de l'usure. Au sommet, le flash à deux tons et un microphone anti-bruit sont également alignés précisément dans le milieu. Le Mi 4i possède un toucher doux et mat au dos et la prise en main est confortable. La firme y a rajouté une couche permettant d'éviter la résistance accrue aux traces de doigts et à la graisse, c'est la première fois que Xiaomi propose un smartphone avec une couche de protection anti-empreintes digitales. Il est bientôt disponible en blanc, avec des versions colorées. La coque arrière du Mi 4i possède un support interne robuste en alliage de magnésium. Intégré à l'intérieur de l'appareil, il est essentiel pour protéger les composants internes du smartphone des gouttes d'eau ou de divers accidents.

### Composants

#### SIM
Le Mi 4i est Dual-Sim. Étant compatible 4G sur les deux slots SIM et prenant en charge jusqu'à 16 bandes. (dont la 1 800 MHz et la 2 600 MHz en FDD-LTE, fréquences françaises),.

#### Écran
Xiaomi serait convaincu que cet écran serait l'un des meilleurs car pouvant s'adapter à l'utilisation extérieure avec les rayons du soleil. L'écran possède une taille de 5 pouces, propose un taux de couleur de 95 % NTSC avec une densité de pixels de 441 ppi ainsi qu'un angle de vision de 178°. Le plafonnement des niveaux de luminosités en plein soleil a un effet limité sur la lisibilité et draine rapidement la batterie. L'affichage Sunlight intégré dans l'écran du Mi 4i utilise la technologie au niveau matériel pour régler le contraste de chaque pixel en temps réel, de sorte que les images soient moins affectées par l'éblouissement. Cela améliore la clarté du contenu de manière significative, il corrige lorsque l'affichage apparaît effectivement clair comme le jour. Le Mi 4i propose une saturation des couleurs ultra-élevée, 32 % plus vive que l'iPhone 6, d'après Xiaomi. Le meilleur des écrans LCD a ses limites. Afin de faire le meilleur affichage possible, l'entreprise affirme avoir utilisé la technologie avancée de laminage complet OGS consistant à fusionner des couches en verre de protection ainsi que le capteur tactile en un seul. Ceci élimine la réfraction de la lumière provoquée par des espaces d'air entre chaque couche, afin de mieux profiter de la lumière de l'écran, avoir des couleurs plus riches et un meilleur contraste.

#### Processeur et Mémoire RAM
Ce Mi 4i propose des performances 64 bits à l'aide d'un processeur Qualcomm Snapdragon 615 octa-core de 2e génération. Avec quatre cœurs 1,7 GHz et quatre autres cœurs d'économie d'énergie s'exécutant à 1,1 GHz, le Snapdragon 615 est parfait pour le multitâche et l'exécution d'applications exigeantes de toute nature. Jumelé avec un Adreno 405 GPU et soutenant OpenGL ES 3.0, la toute dernière norme dans les jeux 3D, le Mi 4i est le candidat parfait pour utiliser à la fois des applications de tous les jours et les jeux 3D intenses. Selon Xiaomi, ce Mi 4i ferait un score de 40 253 sur Antutu, 25 686 sur Quadrant, 5606 sur 3D Mark et 57 216 sur CFBench.

#### Batterie
Selon la firme, il aurait fallu un grand exploit d'ingénierie pour que le Mi 4i puisse s'adapter à une grande batterie de 3 120 mAh tout en ayant un appareil ultra-mince. Cela signifiait d'améliorer la densité d'énergie de ces batteries polymères lithium-ion 4,4 V tout en utilisant la technologie cellulaire 700 Wh/L Polymer. Pour remodeler chaque petits espaces à l'intérieur de cette batterie, la firme a donc redessiné le Mi 4i en incluant une carte avec circuit imprimé double face et un affichage personnalisé ultra-mince. Le résultat est une batterie longue durée qui durera toute une journée tout en permettant à l'utilisateur d'accomplir plus. Ce smartphone supporte également la technologie « Quick Charge » qui charge jusqu'à 40 % en une heure,.

#### Appareil Photo
Le Mi 4i produit des images avec une clarté professionnelle en utilisant un appareil photo 13 MP fabriqué par Sony et Samsung avec une ouverture f/2.0. Le Mi 4i propose deux tons de flash et calcule intelligemment la quantité de blancs froids et de jaunes chaleureux afin d'allumer le flash puis de les mélanger en finalité. Le Mi 4i le fait en évaluant la température des couleurs de l'environnement, de sorte que les images posséderont une apparence naturelle et belle, même avec le flash. La caméra avant du Mi 4i dispose d'une grande ouverture f/1.8 pour laisser plus de lumière entrer dans le grand angle de l'objectif pour effectuer des grands selfies. La minuterie du selfie donnerait plus de temps à l'utilisateur pour faire une pose et lui indique où se positionner pour avoir le meilleur résultat possible. Le Mi 4i intègre également Beautify : Beautify est un outil intégré qui devine l'âge et le sexe à appliquer sur l'un des 36 profils de beauté aux selfies. Il adoucit subtilement la peau, les yeux, illumine la mâchoire, et plus encore.

#### Connectivité
Ce smartphone est équipé de la dernière norme Wi-Fi 802.11ac qui est trois fois plus rapide que les précédentes normes Wi-Fi. Supportant les bandes de fréquences doubles de 2,4 GHz et 5 GHz.
Il propose également le Bluetooth 4.1 à faible énergie.

## Prix
- 12 999 roupies indiennes (environ 206 $), soit 190 € pour la version 16 Go.

## Réception
Le 30 avril 2015 a eu lieu la première vente du Mi 4i en Inde. Au total, ce sont plus de 350 000 personnes qui se sont inscrites pour cette pré-commande. Le stock de 40 000 Mi 4i s'est écoulé en 15 secondes.